# Polscy posłowie do Parlamentu Europejskiego 2009–2014
Polscy posłowie VII kadencji do Parlamentu Europejskiego od 14 lipca 2009 do 30 czerwca 2014, wybrani w wyborach przeprowadzonych 7 czerwca 2009.
Tabela przedstawia podział mandatów po wyborach w 2009 i stan na koniec kadencji:
| \| Ugrupowanie polityczne[1] \| Ugrupowanie polityczne[1] \| VII 2009 \| VI 2014 \| +/− \| \| ------------------------- \| --------------------------------------------------------------------------------------------------------------------------------- \| -------- \| ------- \| --- \| \| \| Europejska Partia Ludowa (Chrześcijańscy Demokraci) Platforma Obywatelska RP (24) Polskie Stronnictwo Ludowe (4) \| 28 \| 28 \| \| \| \| Europejscy Konserwatyści i Reformatorzy Prawo i Sprawiedliwość (7) Polska Razem Jarosława Gowina (4) Platforma Obywatelska RP (1) \| 15 \| 12 \| 3 \| \| \| Postępowy Sojusz Socjalistów i Demokratów Sojusz Lewicy Demokratycznej (5) Twój Ruch (1) Unia Pracy (1) \| 7 \| 7 \| \| \| \| Europa Wolności i Demokracji Solidarna Polska Zbigniewa Ziobro (4) \| – \| 4 \| – \| \| \| \| 50 \| 51 \| 51 \| | Podział 50 mandatów: S&D: 7 EPL: 28 EKR: 15                                                                                       |          |         |     |
| Ugrupowanie polityczne | Ugrupowanie polityczne | VII 2009 | VI 2014 | +/− |
| | Europejska Partia Ludowa (Chrześcijańscy Demokraci) Platforma Obywatelska RP (24) Polskie Stronnictwo Ludowe (4)                  | 28       | 28      |     |
| | Europejscy Konserwatyści i Reformatorzy Prawo i Sprawiedliwość (7) Polska Razem Jarosława Gowina (4) Platforma Obywatelska RP (1) | 15       | 12      | 3   |
| | Postępowy Sojusz Socjalistów i Demokratów Sojusz Lewicy Demokratycznej (5) Twój Ruch (1) Unia Pracy (1)                           | 7        | 7       |     |
| | Europa Wolności i Demokracji Solidarna Polska Zbigniewa Ziobro (4)                                                                | –        | 4       | –   |
| | | 50       | 51      | 51  |

## Przynależność klubowa

### Stan na koniec kadencji
Polscy posłowie VII kadencji zrzeszeni byli w następujących grupach:
- Grupa Europejskiej Partii Ludowej (Chrześcijańskich Demokratów) – 28 posłów[2],
- Grupa Europejskich Konserwatystów i Reformatorów – 12 posłów[2],
- Grupa Postępowego Sojuszu Socjalistów i Demokratów w Parlamencie Europejskim – 7 posłów[2],
- Europa Wolności i Demokracji – 4 posłów[2].

| Grupa Europejskiej Partii Ludowej (Chrześcijańskich Demokratów)                                                                                 | Grupa Europejskiej Partii Ludowej (Chrześcijańskich Demokratów)                                                                       | Grupa Europejskiej Partii Ludowej (Chrześcijańskich Demokratów)                                                                            | Grupa Europejskiej Partii Ludowej (Chrześcijańskich Demokratów)                                                                     |
| --- | --- | --- | --- |
| | | | |
| - Piotr Borys - Arkadiusz Bratkowski - Jerzy Buzek - Róża Gräfin von Thun und Hohenstein - Andrzej Grzyb - Małgorzata Handzlik - Jolanta Hibner | - Danuta Hübner - Danuta Jazłowiecka - Sidonia Jędrzejewska - Filip Kaczmarek - Jarosław Kalinowski - Jan Kozłowski - Krzysztof Lisek | - Elżbieta Łukacijewska - Bogdan Marcinkiewicz - Sławomir Nitras - Jan Olbrycht - Jacek Protasiewicz - Tadeusz Ross - Jacek Saryusz-Wolski | - Czesław Siekierski - Joanna Skrzydlewska - Bogusław Sonik - Jarosław Wałęsa - Zbigniew Zaleski - Paweł Zalewski - Tadeusz Zwiefka |
| Grupa Europejskich Konserwatystów i Reformatorów                                                                                                | | | |
| | | | |
| - Adam Bielan - Ryszard Czarnecki - Marek Gróbarczyk                                                                                            | - Michał Kamiński - Paweł Kowal - Ryszard Legutko                                                                                     | - Marek Migalski - Mirosław Piotrowski - Tomasz Poręba                                                                                     | - Konrad Szymański - Janusz Wojciechowski - Artur Zasada                                                                            |
| Grupa Postępowego Sojuszu Socjalistów i Demokratów w Parlamencie Europejskim                                                                    | | | |
| | | | |
| - Lidia Geringer de Oedenberg - Adam Gierek | - Bogusław Liberadzki - Wojciech Olejniczak                                                                                           | - Joanna Senyszyn - Marek Siwiec | - Janusz Zemke |
| Europa Wolności i Demokracji | | | |
| | | | |
| - Tadeusz Cymański | - Jacek Kurski | - Jacek Włosowicz | - Zbigniew Ziobro |

### Posłowie, których mandat wygasł w trakcie kadencji (3 posłów)
| Poseł                  | Poseł               | Data wygaśnięcia mandatu                           | Przyczyna                                                      | Następca      |
| ---------------------- | ------------------- | -------------------------------------------------- | -------------------------------------------------------------- | ------------- |
|                        | Janusz Lewandowski  | 9 lutego 2010(dts)                                 | powołanie na Komisarza ds. Budżetu i Programowania Finansowego | Jan Kozłowski |
| Lena Kolarska-Bobińska | 2 grudnia 2013(dts) | powołanie na Ministra Nauki i Szkolnictwa Wyższego | Zbigniew Zaleski                                               |               |
| Rafał Trzaskowski      | 2 grudnia 2013(dts) | powołanie na Ministra Administracji i Cyfryzacji   | Tadeusz Ross                                                   |               |

## Lista według okręgów wyborczych
| Okręg wyborczy nr 1 w Gdańsku                                                                     | |  |                                                                                                |  |                                                                                    |  |                                                        |  |  |
| Posłowie wybrani z list poszczególnych komitetów wyborczych (w nawiasach liczba zdobytych głosów) | |  |                                                                                                |  |                                                                                    |  |                                                        |  |  |
|                                                                                                   | Platforma Obywatelska RP Jarosław Wałęsa (73 968) Jan Kozłowski (68 066)                                                        |  | Prawo i Sprawiedliwość Tadeusz Cymański (41 521)                                               |  |                                                                                    |  |                                                        |  |  |
| Okręg wyborczy nr 2 w Bydgoszczy                                                                  | |  |                                                                                                |  |                                                                                    |  |                                                        |  |  |
| Posłowie wybrani z list poszczególnych komitetów wyborczych (w nawiasach liczba zdobytych głosów) | |  |                                                                                                |  |                                                                                    |  |                                                        |  |  |
|                                                                                                   | Platforma Obywatelska RP Tadeusz Zwiefka (82 794)                                                                               |  | KKW Sojusz Lewicy Demokratycznej – Unia Pracy Janusz Zemke (69 776)                            |  | Prawo i Sprawiedliwość Richard Czarnecki (27 106)                                  |  |                                                        |  |  |
| Okręg wyborczy nr 3 w Olsztynie                                                                   | |  |                                                                                                |  |                                                                                    |  |                                                        |  |  |
| Posłowie wybrani z list poszczególnych komitetów wyborczych (w nawiasach liczba zdobytych głosów) | |  |                                                                                                |  |                                                                                    |  |                                                        |  |  |
|                                                                                                   | Platforma Obywatelska RP Krzysztof Lisek (66 685)                                                                               |  | Prawo i Sprawiedliwość Jacek Kurski (62 929)                                                   |  |                                                                                    |  |                                                        |  |  |
| Okręg wyborczy nr 4 w Warszawie I                                                                 | |  |                                                                                                |  |                                                                                    |  |                                                        |  |  |
| Posłowie wybrani z list poszczególnych komitetów wyborczych (w nawiasach liczba zdobytych głosów) | |  |                                                                                                |  |                                                                                    |  |                                                        |  |  |
|                                                                                                   | Platforma Obywatelska RP Danuta Hübner (311 018) Paweł Zalewski (51 529) Tadeusz Ross (13 027)                                  |  | Prawo i Sprawiedliwość Michał Kamiński (88 791)                                                |  | KKW Sojusz Lewicy Demokratycznej – Unia Pracy Wojciech Olejniczak (72 854)         |  |                                                        |  |  |
| Okręg wyborczy nr 5 w Warszawie II                                                                | |  |                                                                                                |  |                                                                                    |  |                                                        |  |  |
| Posłowie wybrani z list poszczególnych komitetów wyborczych (w nawiasach liczba zdobytych głosów) | |  |                                                                                                |  |                                                                                    |  |                                                        |  |  |
|                                                                                                   | Prawo i Sprawiedliwość Adam Bielan (61 305)                                                                                     |  | Platforma Obywatelska RP Jolanta Hibner (45 417)                                               |  | Polskie Stronnictwo Ludowe Jarosław Kalinowski (51 014)                            |  |                                                        |  |  |
| Okręg wyborczy nr 6 w Łodzi                                                                       | |  |                                                                                                |  |                                                                                    |  |                                                        |  |  |
| Posłowie wybrani z list poszczególnych komitetów wyborczych (w nawiasach liczba zdobytych głosów) | |  |                                                                                                |  |                                                                                    |  |                                                        |  |  |
|                                                                                                   | Platforma Obywatelska RP Jacek Saryusz-Wolski (125 111) Joanna Skrzydlewska (32 356)                                            |  | Prawo i Sprawiedliwość Janusz Wojciechowski (56 292)                                           |  |                                                                                    |  |                                                        |  |  |
| Okręg wyborczy nr 7 w Poznaniu                                                                    | |  |                                                                                                |  |                                                                                    |  |                                                        |  |  |
| Posłowie wybrani z list poszczególnych komitetów wyborczych (w nawiasach liczba zdobytych głosów) | |  |                                                                                                |  |                                                                                    |  |                                                        |  |  |
|                                                                                                   | Platforma Obywatelska RP Filip Kaczmarek (127 963) Sidonia Jędrzejewska (64 944)                                                |  | Prawo i Sprawiedliwość Konrad Szymański (53 364)                                               |  | KKW Sojusz Lewicy Demokratycznej – Unia Pracy Marek Siwiec (64 976)                |  | Polskie Stronnictwo Ludowe Andrzej Grzyb (28 546)      |  |  |
| Okręg wyborczy nr 8 w Lublinie                                                                    | |  |                                                                                                |  |                                                                                    |  |                                                        |  |  |
| Posłowie wybrani z list poszczególnych komitetów wyborczych (w nawiasach liczba zdobytych głosów) | |  |                                                                                                |  |                                                                                    |  |                                                        |  |  |
|                                                                                                   | Prawo i Sprawiedliwość Mirosław Piotrowski (84 904)                                                                             |  | Platforma Obywatelska RP Zbigniew Zaleski (41 215)                                             |  | Polskie Stronnictwo Ludowe Arkadiusz Bratkowski (8850)                             |  |                                                        |  |  |
| Okręg wyborczy nr 9 w Rzeszowie                                                                   | |  |                                                                                                |  |                                                                                    |  |                                                        |  |  |
| Posłowie wybrani z list poszczególnych komitetów wyborczych (w nawiasach liczba zdobytych głosów) | |  |                                                                                                |  |                                                                                    |  |                                                        |  |  |
|                                                                                                   | Prawo i Sprawiedliwość Tomasz Poręba (85 475)                                                                                   |  | Platforma Obywatelska RP Elżbieta Łukacijewska (60 011)                                        |  |                                                                                    |  |                                                        |  |  |
| Okręg wyborczy nr 10 w Krakowie                                                                   | |  |                                                                                                |  |                                                                                    |  |                                                        |  |  |
| Posłowie wybrani z list poszczególnych komitetów wyborczych (w nawiasach liczba zdobytych głosów) | |  |                                                                                                |  |                                                                                    |  |                                                        |  |  |
|                                                                                                   | Prawo i Sprawiedliwość Zbigniew Ziobro (335 933) Paweł Kowal (18 614) Jacek Włosowicz (5610)                                    |  | Platforma Obywatelska RP Róża Gräfin von Thun und Hohenstein (153 966) Bogusław Sonik (52 329) |  | KKW Sojusz Lewicy Demokratycznej – Unia Pracy Joanna Senyszyn (43 661)             |  | Polskie Stronnictwo Ludowe Czesław Siekierski (33 559) |  |  |
| Okręg wyborczy nr 11 w Katowicach                                                                 | |  |                                                                                                |  |                                                                                    |  |                                                        |  |  |
| Posłowie wybrani z list poszczególnych komitetów wyborczych (w nawiasach liczba zdobytych głosów) | |  |                                                                                                |  |                                                                                    |  |                                                        |  |  |
|                                                                                                   | Platforma Obywatelska RP Jerzy Buzek (393 117) Jan Olbrycht (47 470) Małgorzata Handzlik (41 697) Bogdan Marcinkiewicz (10 481) |  | Prawo i Sprawiedliwość Marek Migalski (112 881)                                                |  | KKW Sojusz Lewicy Demokratycznej – Unia Pracy Adam Gierek (69 014)                 |  |                                                        |  |  |
| Okręg wyborczy nr 12 we Wrocławiu                                                                 | |  |                                                                                                |  |                                                                                    |  |                                                        |  |  |
| Posłowie wybrani z list poszczególnych komitetów wyborczych (w nawiasach liczba zdobytych głosów) | |  |                                                                                                |  |                                                                                    |  |                                                        |  |  |
|                                                                                                   | Platforma Obywatelska RP Jacek Protasiewicz (164 898) Danuta Jazłowiecka (62 329) Piotr Borys (35 504)                          |  | Prawo i Sprawiedliwość Ryszard Legutko (64 743)                                                |  | KKW Sojusz Lewicy Demokratycznej – Unia Pracy Lidia Geringer de Oedenberg (65 693) |  |                                                        |  |  |
| Okręg wyborczy nr 13 w Gorzowie Wielkopolskim                                                     | |  |                                                                                                |  |                                                                                    |  |                                                        |  |  |
| Posłowie wybrani z list poszczególnych komitetów wyborczych (w nawiasach liczba zdobytych głosów) | |  |                                                                                                |  |                                                                                    |  |                                                        |  |  |
|                                                                                                   | Platforma Obywatelska RP Sławomir Nitras (107 413) Artur Zasada (25 875)                                                        |  | Prawo i Sprawiedliwość Marek Gróbarczyk (41 409)                                               |  | KKW Sojusz Lewicy Demokratycznej – Unia Pracy Bogusław Liberadzki (69 909)         |  |                                                        |  |  |